# オカーズ新聞
オカーズ新聞(アラビア語：صحيفة عكاظ、英語：Okaz newspapers )とは1958年から発行されているサウジアラビアの大手アラビア語新聞である。
宗教指導者と国王の公式見解が掲載される新聞で、サウジアラビア政府の検閲を受けている。
サウジアラビアにおける官報のような役目を果たしているため、外国でもサウジアラビアの状況を知るための情報源として参照されることが多い。
オカーズとはアラビア語で定期的に開かれる市場のことである。